# Leopold Krug
Pour les articles homonymes, voir Krug.
Johann Leopold Krug (né le 7 juillet 1770 à Halle-sur-Saale et mort le 16 avril 1843 au manoir de Mühlenbeck) est un économiste et statisticien prussien.

## Biographie
Leopold Krug, fils d'un chirurgien de terrain et plus tard inspecteur royal du magasin de bois, a étudié la théologie de 1787 à 1792 et devient par la suite catéchiste à Bernbourg. Il se lance ensuite dans une carrière différente, se tournant vers la géographie, les statistiques et l'économie. En 1800, il obtient un emploi de registraire d'État. De 1805 à 1834, il participe de manière significative à la création et à l'expansion du Bureau royal prussien des statistiques (de). Pendant ce temps, il mène de nombreuses études statistiques et économiques. En 1804/1805, avec Ludwig Heinrich von Jakob (de), il publie les Annalen der preußischen Staatswirtschaft und Statistik. Après avoir pris sa retraite de la fonction publique, il vit sur son domaine de Mühlenbeck à partir de 1835.
En 1826, il est accepté comme membre correspondant de l'Académie russe des sciences à Saint-Pétersbourg.

## Œuvres (sélection)
- Betrachtungen über den Nationalreichtum des preußischen Staats und über den Wohlstand seiner Bewohner. 2 Theile; Berlin: Johann Friedrich Unger 1805.
  - Erster Theil (Volltext)
  - Zweiter Theil (Volltext)
- Abriß der neuesten Statistik des preußischen Staats. 2. verm. u. verb. Aufl. Carl Christian August Kümmel, Halle 1805 (Volltext).
- Ideen zu einer staatswirthschaftlichen Statistik. Berlin: Realschulbuchhandlung 1807 Volltext
- Geschichte der staatswirthschaftlichen Gesetzgebung im preußischen Staat, von den ältesten Zeiten bis zum Ausbruch des Kriegs im Jahre 1806.
  - Band 1, Berlin 1808 (Volltext)
- Die Armenassekuranz, das einzige Mittel zur Verbannung der Armuth…; Berlin: Realschulbuchhandlung 1810 Volltext
- Porträt von Europa. Gezeichnet von einem alten Staatsmann außer Diensten, Leipzig 1831 Volltext
- Die Politik der Christen und die Politik der Juden in mehr als tausendjährigem Kampfe. Leipzig 1832 Volltext
- Die preußische Monarchie – topographisch, statistisch und wirtschaftlich dargestellt. Berlin 1833.
  - Teil 1: Die Provinz Ostpreußen. Duncker und Humblot, Berlin 1833 (Volltext)
- Nachgelassene Schriften geschichtlichen, statistischen und volkswirtschaftlichen Inhalts. Im Auftrag seiner Erben herausgegeben von Carl Julius Bergius.
  - 1. Band: Geschichte der preußischen Staatsschulden. Breslau 1861 (Volltext)

en tant que co-éditeur
- Neues topographisch-statistisch-geographisches Wörterbuch des preußischen Staats. Ausgearbeitet und herausgegeben von Alexander August Mützell.
  - Band 1: A-F. Bei Karl August Kümmel, Halle 1821 (Volltext) (Digitalisat)
  - Band 2: G–Ko. Bei Karl August Kümmel, Halle 1821 (Volltext) (Digitalisat)
  - Band 3: Kr–O. Bei Karl August Kümmel, Halle 1822 (Volltext) (Digitalisat)
  - Band 4: P–S. Bei Karl August Kümmel, Halle 1823 (Volltext) (Digitalisat)
  - Band 5: T–Z Und eine tabellarische Übersicht der wichtigsten statistischen Verhältnisse der 857 kleinern Städte des Staats enthaltend. Bei Karl August Kümmel, Halle 1823 (Volltext) (Digitalisat)
  - Band 6: Tabellarische Übersicht der wichtigsten statistischen Verhältnisse der einzelnen Städte, Landrätlichen Kreise und Regierungsbezirke des preußischen Staats. Karl August Kümmel, Halle 1825  (Volltext) (Digitalisat)
- Neues topographisch-statistisch-geographisches Wörterbuch des preußischen Staats. Ausgearbeitet und herausgegeben von Alexander August Mützell.